# Jivina (Troskovice)
Jivina (německy Jiwina) je malá vesnice, část obce Troskovice v okrese Semily. Nachází se asi jeden kilometr severně od Troskovic.
Jivina leží v katastrálním území Troskovice o výměře 8,29 km².

## Historie
První písemná zmínka o vesnici pochází z roku 1497.

## Galerie

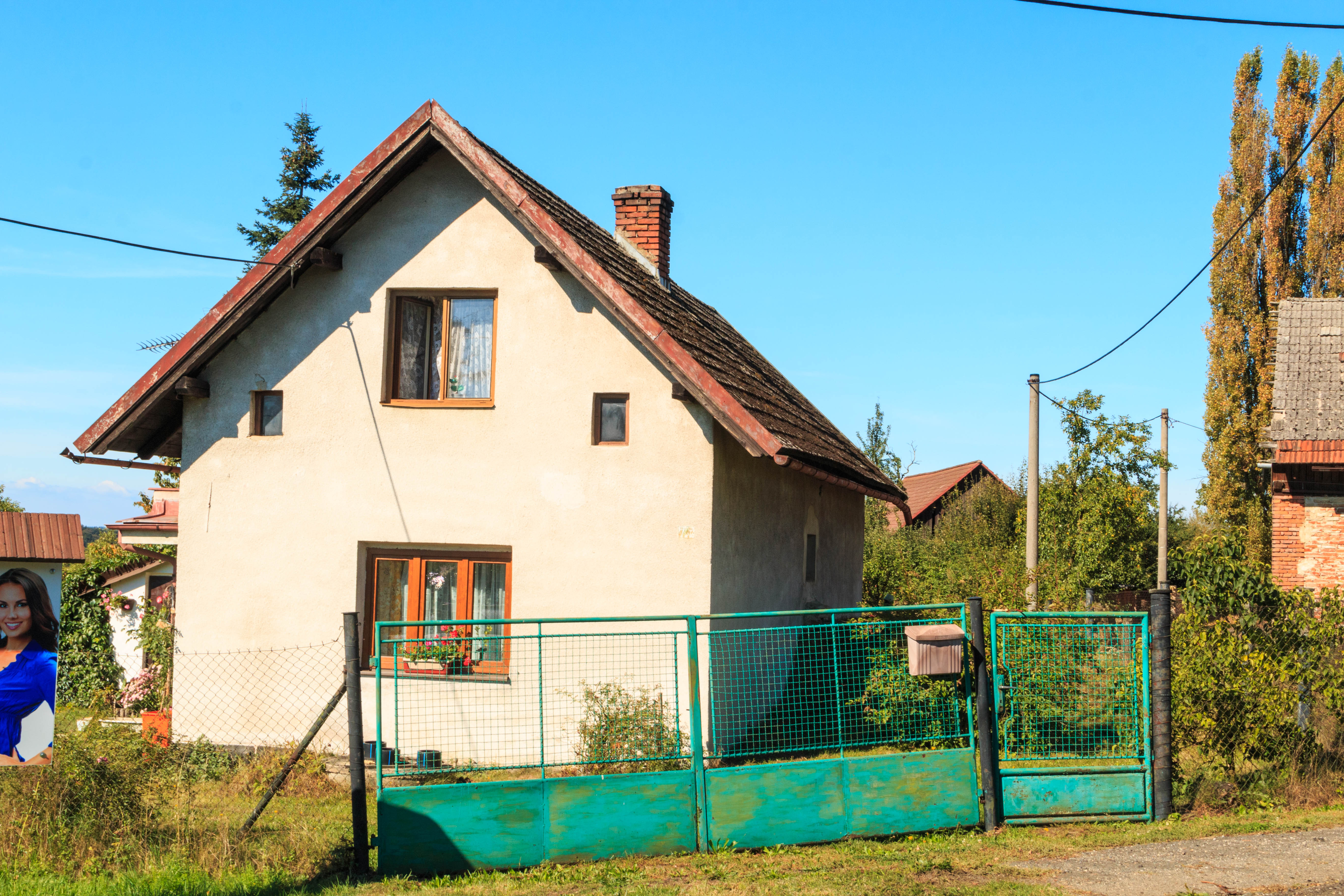
Dům čp. 43
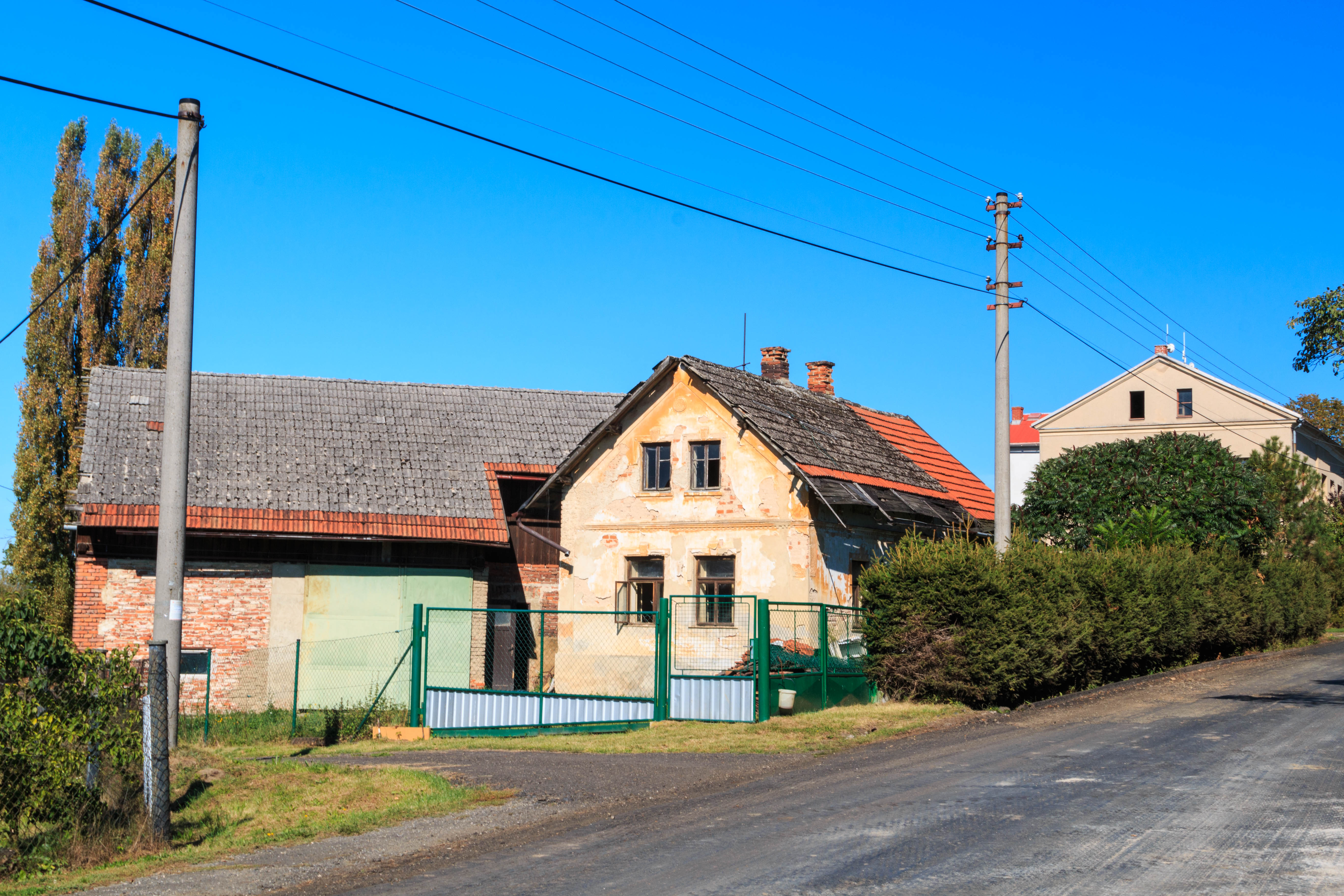
Dům čp. 1